# Agnes von Frankreich (1171–1240)
Agnes von Frankreich (* 1171; † wohl 1240) war die jüngste Tochter von Ludwig VII., König von Frankreich, und Adela von Champagne. Sie war die Schwester von König Philipp II. von Frankreich und unter dem Namen Anna Ehefrau der byzantinischen Kaiser Alexios II. Komnenos und Andronikos I. Komnenos.

## Ehe mit Alexios II.
Anfang 1178 besuchte Graf Philipp I. von Flandern auf seiner Rückreise aus dem Heiligen Land Konstantinopel. Kaiser Manuel I. Komnenos, der bereits 1147 Ludwig VII. während des Zweiten Kreuzzugs empfangen hatte, wurde vermutlich bei diesem Besuch davon überzeugt, dass es wünschenswert sei, Frankreich zum Verbündeten zu haben. Im Winter 1178/79 reisten Philipp und eine kaiserliche Gesandtschaft unter Führung des Genuesen Baldovino Guercio, an den französischen Hof ab, um die Ehe zwischen Agnes und Alexios II. Komnenos, Manuels Sohn und Erben, zu vermitteln. Bereits 1171 hatte Papst Alexander III. diese oder eine ähnliche Verbindung favorisiert.
Ein Flottille von fünf Schiffen brach Ostern 1179 in Montpellier mit Agnes an Bord auf, in Genua stießen 14 weitere Schiffe dazu, die erneut von Baldovino Guercio kommandiert wurden. Bei ihrer Ankunft in Konstantinopel im Spätsommer 1179 wurde Agnes mit aufwendigen Festivitäten empfangen, darunter einer Rede von Erzbischof Eustathios von Thessalonike und vermutlich auch kunstvollen Versen eines anonymen Autors, die manchmal als Eisiterion bezeichnet werden.
Wilhelm von Tyrus schreibt, Agnes sei bei ihrer Ankunft in Konstantinopel 8 Jahre alt gewesen, Alexios 13 (tatsächlich wurde Alexios am 10. September 1167 geboren, er war also 12 Jahre alt, zu Agnes’ Geburtsdatum gibt es keine andere Quelle). Falls sie wirklich 8 Jahre alt war, so war sie nach der Auffassung des 12. Jahrhunderts drei Jahre zu jung für die Ehe. Wilhelm scheint die Zeremonie, bei der er anwesend war, jedoch als vollumfängliche Hochzeit zu beschreiben (matrimonii legibus ... copulare), worin ihm einige nichtbyzantinische Quellen und auch viele moderne Autoren folgen. Die Feierlichkeiten fanden am 2. März 1180 in der Trullos-Halle im Großen Palast statt. Agnes wurde dabei offiziell in Anna umgetauft. Eustathios schrieb anlässlich der Feier eine Rede mit dem Titel Rede auf die öffentlichen Feiern zur Verlobung der zwei königlichen Kinder. Die Zeremonie fand ungefähr einen Monat nach der Hochzeit von Alexios‘ Halbschwester Maria Komnene mit Rainer von Montferrat statt.
Am 24. September 1180 starb Manuel und Alexios folgte ihm als Kaiser. Aufgrund seiner Jugend übte seine Mutter Maria von Antiochia in dieser Zeit wesentlich mehr Einfluss auf die Staatsgeschäfte aus als Alexios oder gar Anna. 1183 wurde Maria von Andronikos I. Komnenos abgelöst, einem Vetter Manuels, dessen Ambitionen auf den Thron bekannt waren. Ihm werden die Schuld am Tod Maria Komnenes (Juli 1182), Rainer von Montferrats (August 1182) und Maria von Antiochias (1183) zugeschrieben. Andronikos wurde zum Mitkaiser ernannt, im Oktober ließ er Alexios erdrosseln.

## Ehe mit Andronikos I.
Anna war nun eine 12-jährige Witwe, allerdings nicht lange, da der etwa 65-jährige Andronikos Ende des Jahres ihr zweiter Ehemann wurde.
Andronikos war bereits einmal verheiratet gewesen, der Name dieser Ehefrau ist unbekannt. Zudem hatte er sexuelle Beziehungen zu zwei Nichten, Eudokia Komnene und Theodora Komnene, sowie Philippa von Antiochia, der Tochter von Konstanze von Antiochia und Raimund von Poitiers, die als Schwester Maria von Antiochas eine Tante Alexios II. war. Andronikos hatte von seiner ersten Ehefrau zwei Söhne sowie eine Tochter und einen Sohn von Theodora.
Anna war nun zwei Jahre lang Kaiserin, bis Andronikos im September 1185 abgesetzt wurde. Er floh mit Anna und einer weiteren Geliebten, die als Maraptike bekannt ist, vor dem Volksaufstand aus Konstantinopel, wurden aber in Chele in Bithynien am Schwarzen Meer, wo sie per Schiff auf die Krim fliehen wollten, aber wegen ungünstiger Winde festgehalten wurden, gestellt. Andronikos wurde gefangen genommen und in die Hauptstadt gebracht, wo er am 12. September 1185 öffentlich getötet wurde.

## Theodoros Branas
Anna überlebte Andronikos’ Sturz und Tod und verschwand danach acht Jahre aus den Annalen. Erst 1193 berichtete ein westeuropäischer Chronist, sie sei nun (23 Jahre alt) die Geliebte von Theodoros Branas, einem Feldherrn, der an der Nordgrenze des Reiches kämpfte. Sie waren nicht verheiratet, vielleicht weil sie ihr durch die Ehe mit einem Bürgerlichen ihre Mitgift verloren hätte.
Im Sommer 1204 schließlich heirateten sie auf Druck des Lateinischen Kaisers Balduin I. Theodoros Branas kämpfte weiter für das Lateinische Kaiserreich, zuletzt wird im Jahr 1219 von ihm berichtet, von Agnes war zu dieser Zeit und danach nicht mehr die Rede.
Agnes und Theodoros hatten mindestens eine Tochter, die Narjot de Toucy († 1241) heiratete.
Von König Philipp II., Annas Bruder und König von Frankreich von 1180 bis 1223, wird nicht berichtet, dass er sich um das Schicksal seiner Schwester nach ihrer Abreise nach Konstantinopel noch einmal gekümmert habe.